# Crino (esposa de Dánao)
Crino o Krino (en griego antiguo: Κρινώ, romanizado: Krinṓ) en la mitología griega, es una de las esposas del rey libio Dánao, de quien tuvo cuatro hijas: Calídice, Oeme, Celaeno e Hiperipa.
Dánao tuvo cincuenta hijas, doce de las cuales tuvo con su esposa Polixo y el resto con otras esposas y concubinas. 
Los cincuenta hijos de su hermano Egipto, que gobernaba en el vecino Egipto, solicitaron las hijas de Dánao. Como Dánao no estaba de acuerdo con la boda, Egipto le declaró la guerra y lo derrotó. Luego, Dánao huyó con sus hijas a Argos en Peloponeso, pero Egipto fue a verlo con sus hijos y fue obligado a darlas en matrimonio.
Después de la masiva boda, en la que las parejas se decidieron por sorteo, las hijas de Crino mataron a sus maridos en su noche de bodas.
Excepto Hipermestra, todas obedecieron a su padre y, por lo tanto, los dioses las condenaron al castigo eterno de llevar agua en un barril agujereado al inframundo.